# Wagneriana tauricornis
Espèce
Synonymes
- Epeira tauricornis O. Pickard-Cambridge, 1889
- Epeira guatemalensis O. Pickard-Cambridge, 1889

Wagneriana tauricornis est une espèce d'araignées aranéomorphes de la famille des Araneidae.

## Distribution
Cette espèce se rencontre des États-Unis au Pérou. Elle a été observée aux États-Unis de la Floride au Texas, aux Bahamas, en Haïti, en Jamaïque, au Mexique, au Guatemala, au Honduras, au Nicaragua, au Costa Rica, au Panama, en Colombie, au Venezuela, en Équateur et au Pérou.

## Description
Le mâle décrit par Levi en 1991 mesure 4,2 mm et la femelle 5,0 mm, les mâles mesurent de 3,8 à 4,9 mm et les femelles de 4,5 à 6,7 mm.

## Publication originale
- O. Pickard-Cambridge, 1889 : Arachnida. Araneida. Biologia Centrali-Americana, Zoology, London, vol. 1, p. 1-56 (texte intégral).